# ری استیونز
ری استیونز (انگلیسی: Ray Stevens؛ زادهٔ ۲۴ ژانویهٔ ۱۹۳۹) یک موسیقی‌دان اهل ایالات متحده آمریکا است. وی از سال ۱۹۵۸ میلادی تاکنون مشغول فعالیت بوده‌است.